# Gospodarnost obsega
Gospodárnost obséga označuje povezavo med obsegom (velikostjo) tehnološkega ali poslovnega procesa in stroški. Pogosto opazujemo, da je večji stroj ali poslovana enota gospodarnejša od majhne, možno pa je tudi nasprotno. Nasprotne vplive imenujemo negospodarnost obsega.
Celo v preprostem primeru, ko podvojimo obseg poslovanja tako, da namestimo dva enaka stroja, lahko dosežemo nekaj prihrankov pri skupnih delih, pomožnih napravah ali  pri upravljanju z obratom.
Gospodarnost obsega je pri tehniških napravah lahko posledica fizikalnih zakonov in zakonov podobnosti. Na primer: prostornina geometrijsko enakih posod narašča s tretjo potenco linearne dimenzije, plašč posode pa le s kvadratom linearne dimenzije. Za osemkrat večjo prostornino bi poenostavljeno potrebovali le štirikrat večji ovoj. Gospodarnost obsega pa je dejansko nekoliko manjša, pri posodah na primer zaradi povečanja statičnega tlaka in s tem potrebne večje debeline plašča velikih posoda. Končno trčimo ob mejo gospodarnosti, ko negospodarnost prevlada nad gospodarnostjo obsega. Meja je lahko tehnološka zmožnost izdelati večjo napravo, bolj pogosto pa je omejitev to, da večja enota presega krajevne potrebe, poveča transportne stroške ipd. 
Poslovni sistemi tudi izkazujejo gospodarnost in negospodarnost obsega. Kapitalska in tržna moč z obsegom poslovanja naraščata, po drugi strani pa je poslovanje velikega sistema podvrženo različnim potencialnim neučinkovitostim vodenja in komunikacije, manjša preglednost ipd. Omejitev velikosti poslovnih sistemov so lahko tudi končne tržne potrebe za (standardizirano) blago ali storitve podjetja, ali protimonopolna zakonodaja.

## Gospodarnost obsega in naravni monopol
V nekaterih dejavnostih je gospodarnost obsega zelo velika; na primer pri omrežjih (prometna, telefonska, energetska). Negospodarno je graditi vzporedno omrežje, zato ima lastnik že razvitega omrežja veliko tržno prednost. Take tržne razmere označujemo z izrazom naravni monopol, pri čemer pa ni mišljen monopol nad naravnim virom, ampak značilnost procesa oziroma posla. Skrajno pa lahko rečemo, da je vsak zavzet poslovni položaj, zlasti zavzem naravnega vira ali lokacije že osnova za monopol in grožnja konkurenci na trgu.